# Frédéric Bulot
Frédéric Bulot (Libreville, 27 settembre 1990) è un ex calciatore gabonese con cittadinanza francese, di ruolo centrocampista.

## Caratteristiche tecniche
È un esterno sinistro.

## Carriera

### Club
Nel 2010 Bulot esordisce in prima squadra nel Monaco, dove colleziona 9 presenze, per poi trasferirsi nel 2011 al Caen.
Dopo una stagione da titolare nelle file della squadra della Bassa Normandia, il 29 giugno 2012 firma un contratto quadriennale con lo Standard Liegi. Nel 2015 firma con lo Stade Reims, contratto che scade a giugno 2017; 6 mesi dopo, Bulot approda al Tours, club di Ligue 2 nel quale aveva giocato nel settore giovanile. Alla scadenza naturale del suo contratto, fissata per giugno 2018, rimane svincolato.

### Nazionale
Dopo aver fatto tutta la trafila delle nazionali giovanili francesi, nel 2014 sceglie di giocare per la nazionale gabonese.